# 許氏平鮋
許氏平鮋，為輻鰭魚綱鮋形目鮋亞目平鮋科的其中一種，為溫帶海水魚，分布西北太平洋中國、日本及韓國海域，棲息深度3-100公尺，體長可達65公分，棲息在沿岸岩石底質底層水域，幼魚具漂浮性，卵胎生，生活習性不明，可做為觀賞魚。